# Elasmopus steinitzi
Elasmopus steinitzi is een vlokreeftensoort uit de familie van de Maeridae. De wetenschappelijke naam van de soort is voor het eerst geldig gepubliceerd in 1959 door Ruffo.